# Иркутский государственный аграрный университет имени А. А. Ежевского
Ирку́тский госуда́рственный аграрный университет имени А. А. Ежевского — высшее учебное заведение сельскохозяйственного направления в Иркутске. ВУЗ носит имя министра тракторного и сельскохозяйственного машиностроения СССР, героя Социалистического Труда А. А. Ежевского.

## История
ИрГАУ был создан 9 мая 1934 года как Иркутский сельскохозяйственный институт.
В 1950 году в институте на зоотехническом факультете началась подготовка охотоведов.
В 2011 году в ИрГАУ велась подготовка по 19 специальностям, 13 направлениям бакалавриата и 11 направлениям магистратуры в области АПК и смежных отраслях экономики.
ИрГАУ имеет 30 000 га земель сельскохозяйственного назначения. В Большом Голоустном у академии имеются охотничьи угодья, а в Оёке находятся сельскохозяйственные земли. ИрГАУ располагает учебно-опытное охотничье хозяйство площадью 180 000 га.
В 2012 году в ИрГСХА выпустилось 704 студента, из которых на очном отделении училось 84 «целевика», на заочном — 22.
В 2012 году был признан неэффективным, что повлекло за собой оптимизацию работы.
В феврале 2014 года ИрГСХА и районы Усть-Ордынского Бурятского округа подписали соглашение о сотрудничестве.
В марте 2017 года Рособрнадзор запретил приём студентов в Иркутский государственный аграрный университет имени А. А. Ежевского.
Распоряжением Рособрнадзора Российской Федерации №807-07 от тринадцатого апреля 2017 года  набор в Иркутский государственный аграрный университет имени А.А. Ежевского возобновлён.

## Лыжная трасса
Лыжная трасса ИрГСХА существует с 1950-х годов. Ежегодно здесь проводят около 30-ти стартов, включая Всероссийскую массовую лыжную гонку «Лыжня России».
В мае 2014 года разразился скандал из-за выделения дачному некоммерческому товариществу «Мысовое» территории лыжной трассы ИрГСХА в посёлке Молодёжном Иркутского района, против чего выступила общественность: двукратный олимпийский чемпион по бобслею А. Ю. Зубков, двукратный серебряный и бронзовый призёр чемпионатов мира, заслуженный мастер спорта по конькобежному спорту О. И. Равилова и другие. На контроль ситуацию брал депутат Государственной Думы Российской Федерации С. Ю. Тен.

## Ректоры
- Ионов, Алексей Максимович (1935-1937)
- Рыжиков, Валерий Николаевич (1989-1992)
- Долгополов, Александр Афанасьевич (1992-2006)
- Юрий Евгеньевич Вашукевич (2007[25]-2011[26])
- Такаландзе, Геннадий Орденович (с 2011)[27]
- Вашукевич, Юрий Евгеньевич (с 2015-2020)
- Дмитриев, Николай Николаевич (врио ректора с 15.09.2020)

## Факультеты
- Агрономический
- Инженерный
- Биотехнологии и ветеринарной медицины;
- Охотоведения
- Экономический
- Энергетический